# Seznam zápasů československé fotbalové reprezentace 1924
V roce 1924 odehrála československá fotbalová reprezentace 5 mezistátních zápasů. Dvě utkání byla přátelská, ostatní tři se pak hrály v rámci letní olympiády 1924. Celková bilance byla 3 výhry, 1 remíza a 1 porážka. Mužstvo ve čtyřech utkáních vedl kapitán Bezecný, v jednom pak předseda ČSAF prof.Pelikán.

## Přehled zápasů
| 25. května 1924 předkolo olympijského fotbalového turnaje |       |                        |                                                   |
| Československo                                            | 5 – 2 | Turecko                | Bergére, Paříž diváci: 5 000 rozhodčí: P.Andersen |
| Sedláček 28', 37' Štapl 21' Jan Novák 64' J.Čapek 74'     |       | 52' Alaettin 90' Bekir | Bergére, Paříž diváci: 5 000 rozhodčí: P.Andersen |

| 28. května 1924 1. kolo olympijského fotbalového turnaje |       |              |                                                    |
| Československo                                           | 1 – 1 | Švýcarsko    | Bergére, Paříž diváci: 12 000 rozhodčí: P.Andersen |
| Štapl 22'                                                |       | 80' Dietrich | Bergére, Paříž diváci: 12 000 rozhodčí: P.Andersen |

| 30. května 1924 1. kolo olympijského fotbalového turnaje, opakovaný zápas |       |           |                                                |
| Československo                                                            | 0 – 1 | Švýcarsko | Bergére, Paříž diváci: 10 000 rozhodčí: Slawik |
|                                                                           |       | 87' Pache | Bergére, Paříž diváci: 10 000 rozhodčí: Slawik |

| 31. srpna 1924 přátelské                           |       |            |                                                   |
| Československo                                     | 4 – 1 | Rumunsko   | SK Slavia, Praha diváci: 18 000 rozhodčí: Seemann |
| 33' Dvořáček 35' Kolenatý 58' K.Žďárský 79' Ryšavý |       | 84' Semler | SK Slavia, Praha diváci: 18 000 rozhodčí: Seemann |

| 28. září 1924 přátelské |       |                          |                                                 |
| Jugoslávie              | 0 – 2 | Československo           | Concordie, Záhřeb diváci: 8 000 rozhodčí: Braun |
|                         |       | 10' Laštovička 22' Vaník | Concordie, Záhřeb diváci: 8 000 rozhodčí: Braun |

## Soupisky jednotlivých utkání

### ČSR - Turecko
- ČSR: Štaplík - A.Hojer, F.Hojer - Krombholz, Pleticha, Mahrer - Sedláček, Štapl, Jan Novák, J.Čapek, Jelínek

- Turecko: Nedim - Cefer, Ali - Kadri, Ismet, Nihat - Mehmet, Alaettin, Zeki, Bekir, Bedri

### ČSR - Švýcarsko
- ČSR: Štaplík - A.Hojer, Seifert - Kolenatý, Káďa, Červený - Sedláček, Štapl, J.Čapek, Vlček, Jelínek

- Švýcarsko: Pulver - Reymond, Ramseyer - Oberhauser, Schmiedlin, Pollitz - Ehrenbolger, Sturzenegger, Dietrich, M.Abegglen, Bédouret

- ČSR: Hochman - A.Hojer, F.Hojer - Kolenatý, Káďa, Mahrer - Sedláček, Josef NOvák, Jan Novák, Otto Novák, Jelínek

- Švýcarsko: Pulver - Reymond, Ramseyer - Oberhauser, Mengotti, Pollitz - E.Kramer, Sturzenegger, Pache, M.Abegglen, Fässler

### ČSR - Rumunsko
- ČSR: Štaplík - Perner, Steiner - Kolenatý, Káďa, Klicpera - O.Mráz, Ryšavý, K.Žďárský, Dvořáček, Císař

- Rumunsko: Ritter - Kriesoffer, Bartha - Rössler, Vogel, Weichelt - Tänzer, Ströck, Schiler, Semler, Kilianowicz

### Jugoslávie - ČSR
- Jugoslávie: Fridrih - Dujmović, Rodin - Kesić, Kurir, V.Poduje - Š.Poduje, Benčić, M.Bonačić, A.Bonačić, Radić

- ČSR: Štaplík - Kuchynka, Seifert - Kuchař, Carvan, Čipera - Veselský, Štapl, Vaník, Laštovička, Jelínek